# Alfons Karpiński
Alfons Karpiński (* 20. Februar 1875 in Rozwadów bei Tarnobrzeg; † 6. Juni 1961 in Krakau) war ein polnischer Maler.

## Leben
Karpiński war eines von sechs Kindern eines Bezirksrichters. Ab 1885 lebte er in Krakau; dort erhielt er bereits als 15-Jähriger Zeichenunterricht bei Józef Bogacki. Von 1891 bis 1899 studierte er an der dortigen Akademie der Bildenden Künste unter Florian Cynk, Izydor Jabłoński, Józef Unierzyski, Władysław Łuszczkiewicz und Leon Wyczółkowski Malerei studierte. Um die Jahrhundertwende betätigte er sich auch beim Krakauer Kabarett „Der grüne Ballon“, wo er mit dem Maler Jozef Szajkowski und den Dichtern Tadeusz Boy-Żeleński und Witold Nosowski satirische Stücke schuf.
1903 wechselte er nach München, wo er an der privaten Kunstschule von Anton Ažbe seine Studien fortsetzte. Von 1905 bis 1907 studierte er an der Akademie der bildenden Künste Wien unter Kasimir Pochwalski und in den Jahren 1908 bis 1912 an der Académie Colarossi in Paris sowie in den Ateliers von Henri Martin und Hermenegildo Anglada Camarasa. In dieser Zeit besuchte er Venedig, Dresden, Budapest und London. Im Jahr 1911 und erneut 1920 arbeitete er zeitweise als Zeichenlehrer bei Fortgeschrittenenkursen für Frauen in Krakau.
Im Ersten Weltkrieg diente er in der österreichischen Armee und wurde leicht verwundet. Danach war er bis 1917 als Landsturm-Oberleutnant in der Abteilung für Kriegsgräber beim K. u. K. Militärkommando in Krakau tätig. Er schuf mehrere Gemälde und Aquarelle zur Nutzung von Gefallenenfriedhöfen und war Mitglied einer Auswahlgruppe für Friedhofskonzepte. Nach dem Krieg heiratete er Władysława Chmielarczyków. 1922 kehrte er nach Paris zurück, um seine Studien an der Akademie fortzusetzen. 1926 lebte er eine Zeitlang in Italien. Später ließ er sich dauerhaft in Krakau nieder.
Karpiński engagierte sich ab 1910 in der Wiener Secession; er war Mitglied bei der polnischen Künstlergenossenschaft. In Krakau war er Mitglied der Towarzystwo Artystów Polskich „Sztuka“. Die erste Teilnahme an einer Ausstellung erfolgte 1899 mit der Gesellschaft der Freunde der Schönen Künste in Krakau. 1903 und 1905 stellten vergleichbare Organisationen in Lemberg und Warschau Bilder von ihm auf Gruppenausstellungen aus. In den 1930er Jahren wurden seine Bilder im Warschauer Art-Propaganda-Institut gezeigt. Einzelausstellungen gab es in Krakau (1911, 1926, 1929, 1930, 1931, 1949, 1958) und Lemberg (1920, 1926, 1937). Außerdem war er 1928 auf der Brüsseler Beaux-Art und 1939 auf der International Exhibition in New York vertreten.

## Werk
Seine bis 1914 erstellten symbolischen Kompositionen und Genreszenen aus dem Pariser Leben und der Krakauer Bohème sind Karpińskis bekanntere Frühwerke. Anerkennung fanden auch seine Porträts von Schauspielerinnen und Modellen im Secessionsstil. Er malte gerne unter ornamenthafter Farbverwendung und mit scharfen Konturen. Nach 1918 entstanden Porträts im Stile der Salonmalerei, Blumenstillleben und seltener italienische oder französische Landschaften.